# Podfilipszczyzna
Podfilipszczyzna – polski pejoratywny termin stanowiący według Juliana Krzyżanowskiego synonim snobistycznej blagi i pozbawionego skrupułów karierowiczostwa społecznego.
Określenie pochodzi od postaci głównego bohatera powieści Żywot i myśli Zygmunta Podfilipskiego autorstwa Józefa Weyssenhoffa wydanej w 1894. W osobie Podfilipskiego autor sportretował symbol pasożyta obracającego się w środowisku arystokracji i plutokracji.
Józef Czapski twierdził, że podfilipszczyzna to świat lekkomyślny i bezmyślny. Prof. Ewa Ihnatowicz napisała w 1999, że "Polacy przełomu wieków posługiwali się aż czterema związanymi z literaturą określeniami filisterstwa. Te sygnatury to dulszczyzna, bałucczyzna, połaniecczyzna i podfilipszczyzna (do dziś w polskim kodzie przetrwał tylko pierwszy)".